# Teorema del votante mediano

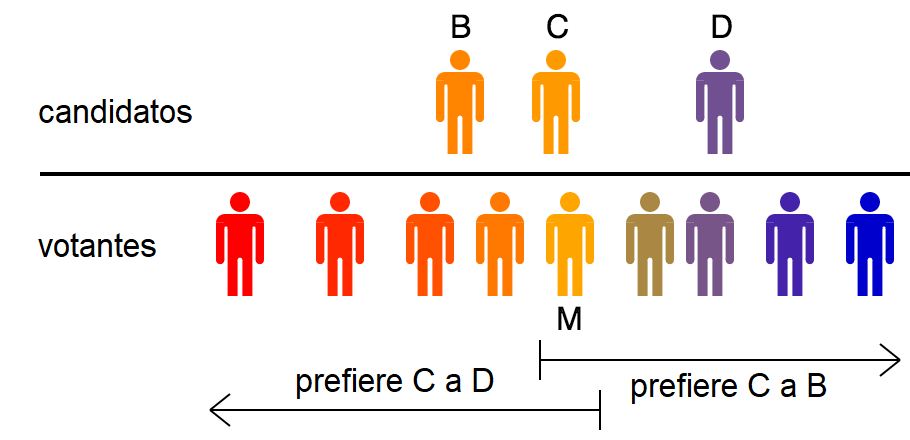
El candidato C es el más cercano al votante medio M.

El teorema del votante mediano, afirma que "un sistema de elección basado en la votación mayoritaria escogerá el resultado más preferido por el votante mediano". Este votante se ubica en la mediana de la distribución de votantes, no en la media.

## Explicaciones

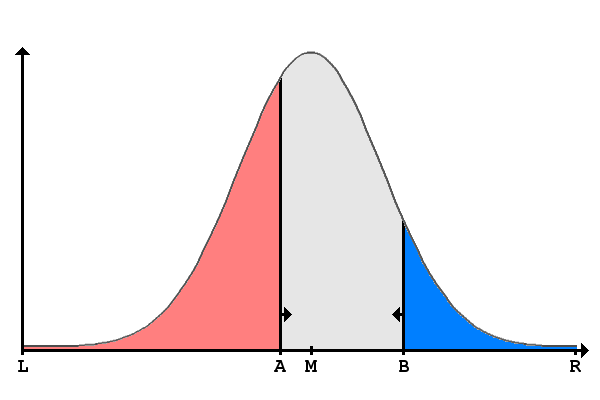
Un modelo posible;Si los partidos A y B quieren ganarse al votante mediano, deben moverse al centro. Las áreas roja y azul representan a los votantes que A y B esperan haber persuadido.

Como con cualquier modelo económico, es necesario realizar varias suposiciones. En primer lugar supone que los votantes pueden ordenar sus alternativas de manera unidimensional. Parece razonable que los votantes puedan hacerlo si votan una sola política o si pueden ordenar los candidatos en un haz de izquierda a derecha del espectro político. Sin embargo, surgirán problemas si en los referendos hay múltiples políticas, lo que transformaría las alternativas en multidimensionales. En segundo lugar, supone que las preferencias del votante son unimodales o de máximo único, lo que significa que los votantes escogen las alternativas más cercanas a su resultado más preferido. Esta suposición predice que cuanto más alejado esté el resultado del más preferido por el votante mediano, será menos probable que el votante elija esa alternativa. En tercer lugar, supone que los votantes siempre eligen de acuerdo con sus verdaderas preferencias. Sin embargo la investigación demuestra que no siempre es así (McKelvey 1976). Por último el teorema se aplica mejor a un sistema de voto mayoritario. 

### Ejemplo
Para apreciar la lógica del modelo del votante mediano, considérese un grupo de tres individuos: A, B y C deben escoger un restaurante en el que comer. A prefiere un restaurante donde se pueda comer por $5, B prefiere uno de $10 y C quiere uno de $20 el menú. Puede afirmarse que B es el votante mediano, puesto que el mismo número de individuos prefiere un restaurante más caro que el de B e igualmente el mismo número prefiere uno más barato. Por simplicidad, se supone que dadas cualesquiera dos opciones, cada miembro del grupo preferirá restaurantes con precios más cercanos a su restaurante predilecto a aquellos que más se alejan de él. Ahora considérese algunas posibles decisiones siguiendo el criterio de la mayoría:
| Opciones    | Patrón de votos | Patrón de votos | Patrón de votos | Resultado |
| ----------- | --------------- | --------------- | --------------- | --------- |
| $20 vs. $5  | A: 5            | B: 5            | C: 20           | 5         |
| $10 vs. $20 | A: 10           | B: 10           | C: 20           | 10        |
| $10 vs. $5  | A: 5            | B: 10           | C: 10           | 10        |

La forma débil del teorema dice que el votante mediano siempre dirige su voto hacia la política adoptada. Nótese que B siempre vota en favor del resultado ganador. Nótese también que en cuanto a B, el restaurante de $10 derrotará a cualquier otro. Si hay un votante mediano, su alternativa preferida ganará a cualquier otra alternativa (el punto ideal del votante mediano es siempre un resultado ajustado al criterio de Condorcet). En consecuencia, una vez alcanzado el resultado más preferido del votante mediano, ninguna otra alternativa en voto mayoritario puede derrotarlo. Por otra parte la forma fuerte del teorema dice que el votante mediano siempre obtiene su alternativa más preferida.

## Aplicación en la política
El teorema parece explicar ciertos fenómenos que acontecen en los sistemas de votación mayoritaria. En primer lugar, puede explicar por qué los políticos tienden a adoptar programas y retóricas de campaña electoral similares. Buscando ganar el voto de la mayoría, los políticos deben adaptar sus mensajes y programas al votante mediano. Por ejemplo, en los Estados Unidos, los candidatos demócratas y republicanos orbitan en torno al centro a medida que transcurren las campañas. Del mismo modo que los comerciales del sector privado tratan de arrebatar clientes a la competencia haciendo pequeños cambios para mejorar su producto, los políticos modifican ligeramente su mensaje político para ganar votos.
En segundo lugar, el teorema puede explicar por qué los candidatos o partidos radicales rara vez resultan elegidos. Si un político se ubica en la izquierda más extremada del haz político, no obtendrá tantos votos como el político cuyo programa sea más moderado. Por último, el teorema también puede explicar el motivo por el que dos grandes partidos emergen en los sistemas de votación mayoritaria (Ley de Duverger). En Estados Unidos existen muchos partidos, sin embargo solamente dos juegan un papel relevante en cada proceso electoral: el Partido Demócrata y el Partido Republicano. Según el teorema los terceros partidos raramente ganarán unas elecciones por la misma razón por la que los candidatos radicales no ganan. Los partidos grandes tienden a fagocitar los programas de los partidos pequeños para asegurarse más votos.